# Viareggio Beach Soccer 2013
Questa voce raccoglie le informazioni riguardanti del Viareggio Beach Soccer nelle competizioni ufficiali della stagione 2013.

## Stagione
Il Viareggio perde la semifinale di campionato, giocata a San Benedetto del Tronto, contro il Milano 6-5.
Perde anche la semifinale di Coppa Italia, giocata in casa, contro la Sambenedettese.
I bianconeri perdono la finale di Supercoppa, giocata a San Benedetto del Tronto, contro il Terracina per 8-6. (Prima finale).

## Maglie e sponsor
Lo sponsor principale per la stagione 2013 è Delta Service.
Lo sponsor tecnico per la stagione 2013 è Legea.
| 1ª divisa | 2ª divisa |

## Organigramma societario
- Presidente: Stefano Santini
- Vicepresidente:
- Direttore generale:
- Direttore tecnico:
- Segretaria:
- Addetto stampa:

## Organico

### Staff tecnico
- 1º Allenatore:  Stefano Santini